# Synsepalum laurentii
Synsepalum laurentii là một loài thực vật có hoa trong họ Hồng xiêm. Loài này được (De Wild.) D.J.Harris miêu tả khoa học đầu tiên năm 1999.